# Хоторнс
Хоторнс (на английски: The Hawthorns) е футболен стадион в английския град Уест Бромич и има капацитет от 26 360 седящи места. Това е официалният стадион на ФК Уест Бромич Албиън от 1900 г. Съоръжението е последното във Футболната лига, построено през 19 век. При надморска височина от 168 метра, това е най-високият стадион от всички 92 клуба във Висшата и Футболната лига.

## Трибуни

### Западна трибуна
Построена: 1979-1981

Ремонтирана: 2008

Капацитет: 5110 седящи места

### Бирмингам Роуд Енд
Построена: 1994

Капацитет: 8286 седящи места

### Сметуик Енд
Построена: 1994-1995

Капацитет: 5816 седящи места

### Източна трибуна
Построена: 2001

Капацитет: 8791 седящи места